# Elstertalbahn
La Elstertalbahn (letteralmente "ferrovia della Valle dell'Elster") è una linea ferroviaria tedesca.

## Storia
Nel 1872 un gruppo di cittadini di Greiz costituì la Sächsisch-Thüringische Eisenbahn-Gesellschaft (letteralmente "società ferroviaria di Turingia e Sassonia") con lo scopo di costruire una ferrovia lungo la Valle dell'Elster, che collegasse la città con Gera, a nord, e con Plauen, a sud.
La linea, denominata inizialmente Sächsisch-Thüringische Eisenbahn (letteralmente "ferrovia turingia-sassone"), venne aperta al traffico nel 1875.

## Percorso
|  | Unknown route-map component "CONTfa" |

|  | Unknown route-map component "CONTfaq" | Unknown route-map component "ABZg+r" |  |

|  | Station on track |

|  | Unknown route-map component "HSTeBHF" |

| 74,6 |
| 0,0  |

|  | Unknown route-map component "STR+l" | Unknown route-map component "xABZglr" | Unknown route-map component "CONTfq" |

| Unknown route-map component "LSTR" | Unknown route-map component "exHST" |

| Unknown route-map component "LSTR" | Unknown route-map component "exBHF" |

| Unknown route-map component "CONTgq" | Unknown route-map component "ABZlr" | Unknown route-map component "xABZg+r" |  |

|  | Stop on track |

|  | Unknown route-map component "exCONTfaq" | Unknown route-map component "eKRZu" | Unknown route-map component "exSTR+r" |

|  |  | Unknown route-map component "eABZg+l" | Unknown route-map component "exSTRr" |

|  | Station on track |

|  |  | Unknown route-map component "eABZgl" | Unknown route-map component "exCONTfq" |

|  | Station on track |

|  | Stop on track |

|  | Station on track |

|  |  | Unknown route-map component "eABZgl" | Unknown route-map component "exCONTfq" |

|  | Station on track |

|  | Unknown route-map component "STR+GRZq" |

|  | Station on track |

|  | Stop on track |

|  | Stop on track |

|  | Station on track |

|  | Unknown route-map component "CONTgq" | Unknown route-map component "KRZu" | Unknown route-map component "CONTfq" |

|  |  | Unknown route-map component "eABZg+l" | Unknown route-map component "exCONTgeq" |

|  | Unknown route-map component "eHST" |

|  | Stop on track |

|  | Station on track |

|  | Stop on track |

| Unknown route-map component "CONTfaq" | Unknown route-map component "vSTR+r-SHI1+r" |

|  | Unknown route-map component "vHST" |

|  | Unknown route-map component "SPLe" |

|  | Station on track |

|  | Continuation forward |

### Esplicative
1. ↑  Abbreviazione di Hauptbahnhof, «stazione principale».
2. ↑  Abbreviazione di Abzweig, «bivio».
3. ↑  Abbreviazione di Plauen (Vogtland) unterer Bahnhof, letteralmente «Plauen (Vogtland) stazione inferiore».

### Bibliografiche
1. 1 2  Berger (1980), p. 103.
2. ↑  (DE) Eisenbahnatlas Deutschland. Ausgabe 2009/2010, Schweers + Wall, 2009, ISBN 978-3-89494-139-0.

### Fonti
- (DE) Manfred Berger, Historische Bahnhofsbauten Sachsens, Preußens, Mecklenburgs und Thüringens, Berlino (Est), VEB Verlag für Verkehrswesen, 1980, ISBN non esistente, OCLC 977931708.

### Ulteriori approfondimenti
- (DE) Georg Thielmann, Die Elstertalbahn. Die Geschichte der Hauptbahn von Gera nach Weischlitz, 1ª ed., Arnstadt, Wachsenburgverlag, 2003, ISBN 3-935795-02-5.
- (DE) Wilfried Rettig, Die Elstertalbahn. Die Geschichte der Eisenbahn zwischen Gera, Greiz, Plauen und Weischlitz, Friburgo in Brisgovia, EK-Verlag, 2006, ISBN 3-88255-588-2.